# Lindsey Graham
Lindsey Olin Graham (Central, Carolina del Sur, 9 de julio de 1955) es un político estadounidense que se desempeña como el senador senior de los Estados Unidos por Carolina del Sur, un puesto que ocupa desde 2003. Desde 2019, ha sido presidente de la Comisión de Justicia del Senado. Es congresista y miembro de alto rango del Partido Republicano. Graham también obtuvo un puntaje total del 80.31 por ciento de la Unión Conservadora Americana.
Graham realizó su primera y única campaña presidencial entre junio y diciembre de 2015, abandonándola antes de que comenzaran las primarias republicanas de 2016. Fue un abierto crítico de la candidatura del republicano Donald Trump en 2016 y declaró en repetidas ocasiones que no apoyaría a Trump; en particular, discrepó de los comentarios de Trump sobre el senador John McCain, amigo cercano de Graham. Desde marzo de 2017, Graham ha revertido su postura sobre Trump, convirtiéndose en un firme aliado del presidente, a menudo emitiendo declaraciones públicas en su defensa. Su reversión sorprendió a ambos partidos y provocó mucha atención mediática.

## Biografía
Graham es graduado de la Universidad de Carolina del Sur. Entre 1982 y 1988 sirvió en la Fuerza Aérea de Estados Unidos y actualmente es reservista con el rango de coronel en la Guardia Nacional de Carolina del Sur. Antes de entrar en la política trabajó como abogado, práctica que abandonó cuando fue elegido como congresista en su estado natal en 1992. Entre 1995 y 2003 fue miembro de la Cámara de Representantes de Estados Unidos por el 3.er distrito congresional de Carolina del Sur, periodo en el cual ganó cuatro elecciones con más del 60% de la votación.
En 2002 anunció su candidatura para el Senado, y fue elegido con amplios márgenes ese año y en su reelección en 2008. Actualmente es miembro de los comités del Senado de la Judicatura, los Asuntos de Veteranos de Guerras y Seguridad Nacional. Es conocido por sus marcadas posiciones ideológicas conservadoras en general, en especial en el ámbito social y en temas de defensa. En los últimos dos años se ha enfrentado en varias ocasiones, junto con el senador John McCain, al ala más conservadora de su propio partido, representada por los senadores Ted Cruz, Rand Paul y Mike Lee y el congresista Justin Amash.